# 伊希杰伊市镇
伊希杰伊市镇（俄语：Ишидейское муниципальное образование）是俄罗斯联邦伊尔库茨克州图伦区所属的一个市镇。其下辖有1个居民点，行政中心为伊希杰伊。据2016年统计，该市镇的人口为354人。